# Holy Cross (Iowa)
Holy Cross est une ville du comté de Dubuque, en Iowa, aux États-Unis. Elle est incorporée le 20 août 1898.

## Source de la traduction
- (en) Cet article est partiellement ou en totalité issu de l’article de Wikipédia en anglais intitulé « Holy Cross, Iowa » (voir la liste des auteurs).